# Xenotarsosaurus
Xenotarsosaurus là một chi khủng long, được R. D. Martínez Gimenez Rodriguez & Bochatey mô tả khoa học năm 1986.